# بيني بلو (طابع تجريبي)
طابع البنس الأزرق بيني بلو (التجريبي)
كثيراً ما يُخطئ البعض في اعتبار طابع البنس الأزرق (التجريبي) طابعاً بريدياً بريطانياً. ولكن هو من سلسلة طبعات تجريبية أُجريت في الوقت الذي كان فيه رولاند هيل يبحث عن الألوان الجديدة التي ستُستخدم في الطوابع التي ستحل محل طابع البنس الأسود والإصدار الأصلي لعام 1840 من طابع البنس الأزرق ذي البنسين.
كان قرار تغيير الطابع الأسود إلى الأحمر قد اتُخذ بالفعل، وفي الوقت نفسه، كان من المقرر تغيير لون الحبر المستخدم في عمليات الإلغاء من الأحمر إلى الأسود. ورغم أنه تقرر إبقاء قيمة البنسين باللون الأزرق، إلا أنه كان من المقرر طباعته باستخدام حبر مختلف عن الحبر المستخدم في الطابع الأصلي. (لذلك، عند طباعة الطابع، أُضيفت خطوط بيضاء أعلى وأسفل النقش لتسهيل تمييز الطبعات الجديدة).
في بداية ديسمبر 1840، رغب رولاند هيل في معرفة شكل الطوابع بالألوان الجديدة، وطلب نماذج (على شكل ورقات) باللون البني المحمرّ المُستخدم في طابع البنس الواحد الجديد، بالإضافة إلى ورقتين باللون الأزرق، إذ لم يُحدد اللون بعد. كان اللونان الأزرقان المستخدمان للطباعة هما الأزرق الداكن الكامل والأزرق البروسي.
لطباعة هذه الأوراق الثلاث، استُخدمت اللوحة 8، المصممة لإنتاج طوابع البنس الأسود.
اختار رولاند هيل اللون الأزرق الداكن بالكامل لطابع البنسين.
إذا طُبعت النماذج باللون البني المحمر، فلن يكون من الممكن تمييزها عن الطبعات اللاحقة التي طُبعت بهذا اللون كجزء من الإصدار العام في عام 1841.
لطالما كانت القوالب والألواح وأوراق صحيفة الطوابع المطبوعة خطوة شائعة في عملية ما قبل إنتاج الطوابع منذ ظهور الطوابع الأولى. لا تُستخدم هذه القوالب كطوابع بريدية، وبالتالي لا تُعتبر "طابعًا بريديًا"، بل هي تمثيلٌ له، وتُستخدم غالبًا لاختبار نوع الحبر أو لونه، وكيفية تفاعله مع أنواع معينة من الورق، بالإضافة إلى التحقق من صحة الصورة نفسها. كان هذا الأمر أكثر أهمية في بدايات إنتاج الطوابع، حيث استُخدم المعدن (وأحيانًا ألواح حجرية أو حتى خشبية) لطباعة الطابع، وكانت بعض الأحبار تُسبب تآكلًا مفرطًا للألواح.